# Christian Kohlpaintner
Christian Kohlpaintner (* 17. Dezember 1963 in Stephanskirchen) ist ein deutscher Chemiker und Manager. Seit 2020 ist er Vorstandsvorsitzender der Brenntag SE.

## Leben und Karriere
Kohlpaintner wurde 1963 in Stephanskirchen, Rosenheim geboren und wuchs in Bayern auf. Von 1984 bis 1990 studierte er Chemie an der Technischen Universität München und schloss dort sein Studium mit einem Diplom ab. Von 1990 bis 1992 promovierte Kohlpaintner an derselben Universität unter Wolfgang A. Herrmann am Lehrstuhl für Anorganische Chemie über Wasserlösliche Katalysatoren und deren Anwendung in der Zwei-Phasen-Katalyse.
Seine Karriere begann er bei der Hoechst AG in der Forschung in Frankfurt am Main, wo er von 1993 bis 1997 verschiedene Positionen in Deutschland (Oberhausen) und den USA (Texas) innehatte. Anschließend wechselte er zur Celanese AG, einer Tochter der Hoechst AG, bei der er von 1997 bis 2003 wiederum in verschiedenen Positionen in Dallas (USA) und Kronberg (Deutschland) arbeitete, u. a. als Marketing Director und Vice President for Innovation and Ventures.
Von 2003 bis 2005 war Kohlpaintner zunächst Mitglied der Geschäftsleitung der Chemischen Fabrik Budenheim; von 2005 bis 2009 war er Sprecher und Mitglied der Geschäftsleitung. Anschließend hatte er von 2009 bis 2019 verschiedene Positionen als Mitglied der Konzernleitung bei der Clariant AG an Standorten in Pratteln (Schweiz) und Shanghai (China) inne. Für den Konzern verantwortete Kohlpaintner unter anderem die Region Asien inklusive des Ausbaus der Geschäfte in China, die er von 2016 bis 2018 von Shanghai aus führte. Zusätzlich war er verantwortlich für weitere operative Geschäftsbereiche.
Seit 2020 ist Kohlpaintner Vorstandsvorsitzender der Brenntag SE. Sein Vertrag läuft bis 2025. Seit Mai 2023 ist er Mitglied des Aufsichtsrats bei Evonik Industries AG.
Kohlpaintner ist seit 1992 verheiratet, das Paar hat zwei Söhne.

## Mitgliedschaften
- European Petrochemical Association (EPCA) (Vorstandsmitglied)[13]
- Verband der Chemischen Industrie (VCI) (Mitglied im Präsidium)[14][15]
- TUM Universitätsstiftung (Vorsitzender des Stiftungsrates, 2010–2020)[2]